# Hans Heinrich Zangger
Hans Heinrich Zangger (* 13. Juni 1792 in Nossikon bei Uster; † 12. Juni 1869 in Uster) war ein Schweizer Politiker. Von 1851 bis 1863 gehörte er dem Nationalrat an.

## Biografie

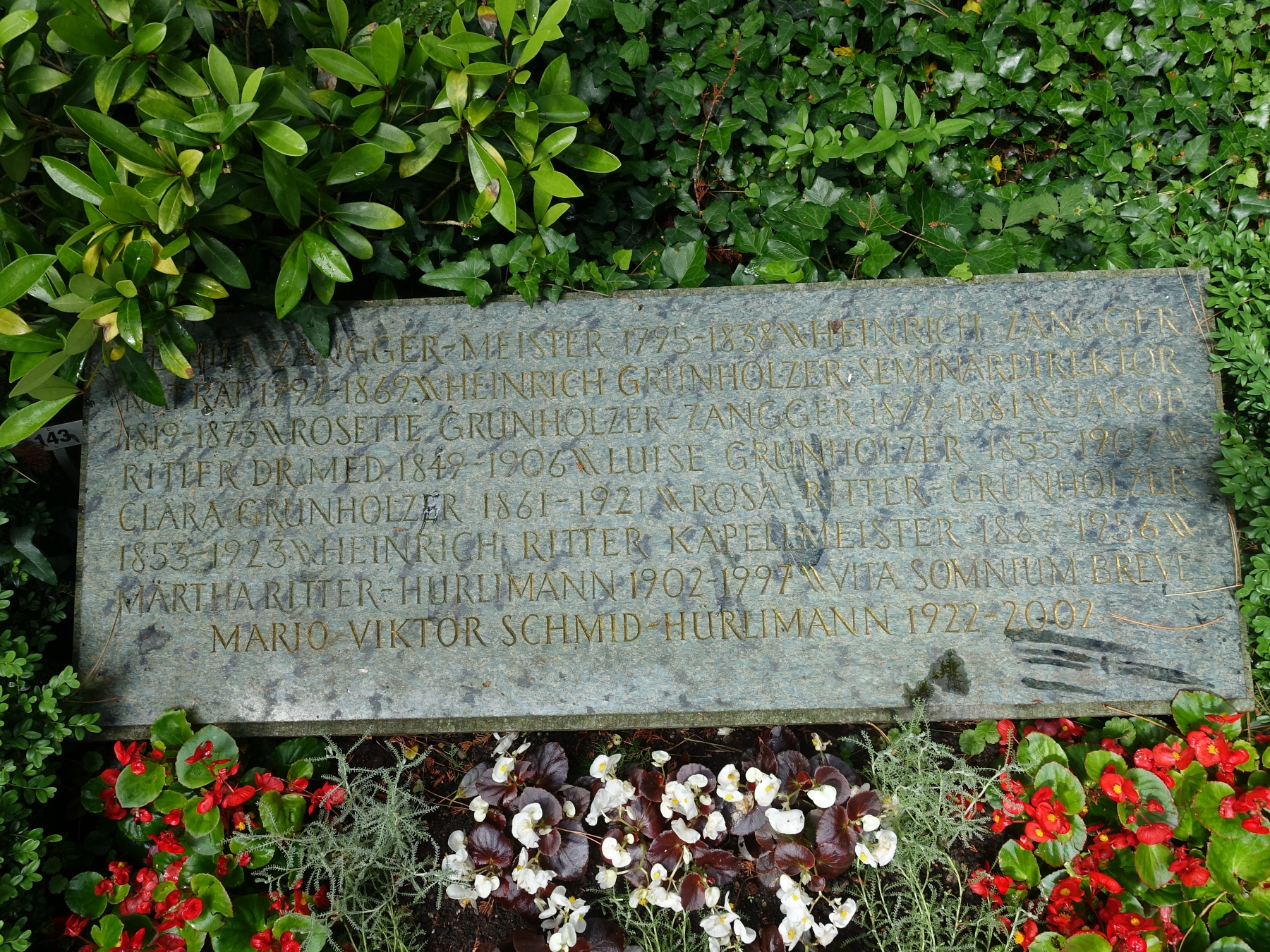
Friedhof Uster, Familiengrab. Grunholzer-Ritter, Zangger-Meister, Schmid-Hürlimann.

Zangger war der Sohn des Müllers, Landwirts Heinrich Zangger (* 1766; † 1833), der ebenfalls die Krone in Nossikon betrieb.  Als Kavallerist der eidgenössischen Truppen nahm er im Juli 1815 an dem von Niklaus Franz von Bachmann geführten «Burgunderfeldzug» in der Franche-Comté teil. Zangger erwarb 1824 zusammen mit seinem Vater und einem Bruder eine Mühle in Uster. An diese baute er eine Spinnerei an, die er in den 1830er Jahren erweiterte.
1820 heiratete er Regula Meister (* 1795; † 1838). Sie hatten vier Töchter:
- Babette (* 1821; † 1860), verheiratet mit Johann Caspar Gujer (1821–1891); sie sind die Eltern des Unternehmers und Politikers Julius Gujer;
- Luise (* 1822; † 1855);
- Elise (* 1826; † 1904), die mit dem Industriellen Heinrich Boller verheiratet war;
- Rosette (* 1829; † 1881).

Während der Ära der Regeneration trat Zangger auf Seiten der Liberalen politisch in Erscheinung. Er wurde 1831 in den Zürcher Kantonsrat gewählt, dem er bis 1839 angehörte, als er infolge des Züriputsches sein Mandat verlor. Von 1832 bis 1845 gehörte er dem Bezirksrat an, danach amtierte er bis 1846 als Statthalter von Uster. 1842 zog er wieder in den Kantonsrat ein. Nachdem er 1848 bei den ersten Parlamentswahlen noch erfolglos geblieben war, gelang ihm die Wahl drei Jahre später im Wahlkreis Zürich Ost. Zangger folgte zunächst der Linie Alfred Eschers und distanzierte sich später von ihm. Trotz seiner Opposition schloss er sich aber nicht der demokratischen Bewegung an. 1863 trat er als Nationalrat zurück, 1866 auch als Kantonsrat.

## Nachlass
Eine doch beachtliche Anzahl an Dokumenten, die Zangger und andere Familienmitglieder zeit ihres Lebens produziert haben, sind erhalten. Dazu gehören Briefe innerhalb und ausserhalb der Familie, persönliche Dokumente, Gedichte, Dokumente aus der privaten Buchhaltung (Rechnungen und Steuern), Verträge sowie Fotos.
Der aufgearbeitete Nachlass der Familie Zangger befindet sich im Stadtarchiv und der Kläui Bibliothek Uster (PA056).